# تشارلز إي. براون جونيور
تشارلز إي. براون جونيور (بالإنجليزية: Charles E. Brown, Jr.)‏ هو عسكري أمريكي، ولد في 31 ديسمبر 1911، وتوفي في 23 أغسطس 1996.